# Hermann Duderstadt
Hermann Duderstadt (* 10. März 1922 in Basel; † 21. Dezember 1991 in Göttingen) war ein deutscher Biologe und Hochschullehrer.
1965 wurde er an der Universität Göttingen promoviert. Im Anschluss daran war Duderstadt Hochschullehrer an der Pädagogischen Hochschule Göttingen, die 1978 Teil der Universität Göttingen wurde. Dort war er als Fachdidaktiker im Bereich Biologie unter anderem am Institut für die Ausbildung von Realschullehrern für die Ausbildung der späteren Realschullehrer zuständig. 1988 wurde er emeritiert.

## Veröffentlichungen
- Unsere gefiederten Freunde. Pädagogischer Verlag, Berlin / Hannover / Frankfurt/Main 1951 (dgl.: Schroedel, Hannover / Berlin / Darmstadt [1957])
- Vergleichende Untersuchungen über den Einfluß höhlenbrütender Singvögel auf die Insekten- und Spinnenfauna eines jungen Eichenwaldes. Göttingen 1965. In: Zeitschrift für angewandte Zoologie. 1964, H. 2 u. 3, S. 129–310; Göttingen, Math.-naturwiss. Fakultät, Dissertation vom 19. Jan. 1965
- Biologie. Diesterweg, Frankfurt am Main / Berlin / Bonn / München
  - [1]. Für das 5. und 6. Schuljahr. 1969 und 1970
  - [1]. Für das 5. und 6. Schuljahr. Lehrerausgabe. 1969
  - 2. Vom 7. Schuljahr an. 1970
  - 2. Vom 7. Schuljahr an. Lehrerband. 1972
- (Beitrag zu:) Karl Neumann (Hrsg.): Kindsein. Zur Lebenssituation von Kindern in modernen Gesellschaften. Vandenhoeck und Ruprecht, Göttingen 1981, ISBN 3-525-33461-3, S. 14ff.